# المخض
تقع قرية المخض إلى الغرب من مدينة أبها بنحو 9 كم وترتفع 2800م فوق سطح البحر، وهي قرية حجرية محصنة يتخللها سور له أربعة أبواب (سدة ضحى، سدة آلفي، سدة حمامة، والسدة الجنوبية).

## تاريخ القرية
على مسجد المخض التاريخي في قرية المخض نقشٌ يؤرخ بنائه عام 253هـ ولم يبق من هذا النقش سوى الجزء العلوي الذي أعيد ترميمه قبل عشرين عام من قبل الشيخ الجهري إمام المسجد، والذي كسا النقش القديم بطبقة من الجص تخفي خلفها إلى يومنا الحاضر أسماء من شارك في بناء المسجد في ذلك التاريخ.

## البناء
القرية لازالت محافظة على نمطها القديم ولم يتخللها أي مساكن حديثة سوى بعض الترميمات المتواضعة حيث حفظ تضام المساكن حدود عمران القرية إلى يومنا الحاضر، إضافة إلى الحرص يبديه السكان نحو قريته.

### التكوين العمراني
القرية مبنية بمادة الحجر وتتكون من 83 مسكناً ومسجد وأربعة قصاب تعود ملكيتها لبني مازن من قبيلة علكم باستثناء مسكنين: الأول للحداد (الصانع) وهو مسكن دارس، والثاني للنجار الذي لازال مسكنه عامراً بأهله حتى يومنا الحاضر، ولكن صاحبه لم يعد نجاراً، أما بقية المساكن فتعود ملكيتها إلى لحم القرية من آل لاحق وآل منصور وآل ماطر وآل الجهري إضافة إلى مسكن يعود إلى أحد المحاربين القدماء من قبيلة شمر والذي خاض حروب جبال القهر مع الحكومة السعودية في السبعينات الهجرية، ومازال يعيش في مسكنه المرمم حديثاً بجوار مسجد القرية.
تعتمد مساكن القرية على المسقط المربع أو المستطيل ما عدا مسكناً واحداً يقع في شرق القرية يتخذ من المسقط الدائري أساساً له: وترتفع مساكن قرية المخض إلى خمسة رفوف كحد أقصى ويصل ارتفاع سقف الرف ما بين 2 – 2.5م وتتسع مساحة أساس المسكن وتضيق في العلو، ومقارنة الكتلة العمرانية والفراغ العمراني نجد أن الكتلة العمراني أكبر بكثير من نسبة الفراغ، وهذا الأمر فرضه حدود القرية الطبيعية التي لا تستطيع التمدد لو لمسافة قصيرة في أي جهة من جهات القرية الأربع، ففي الناحية الشمالية توجد الحقول الضيقة أما الجهات الأخرى فهي عبارة عن أودية عميقة تحيط بها من الناحية الشرقية والغربية والجنوبية، ويحكم السور حدود القرية من جميع الجهات وهو ما يمنعها من التمدد. تعتمد القرية كثيراً على تلك المساحات الوسيطة والمعروفة باسم ساحة ما بين القصرين لتقيم عليها مناسبات القرية وأعيادها.